# Bayt al-Ahzan

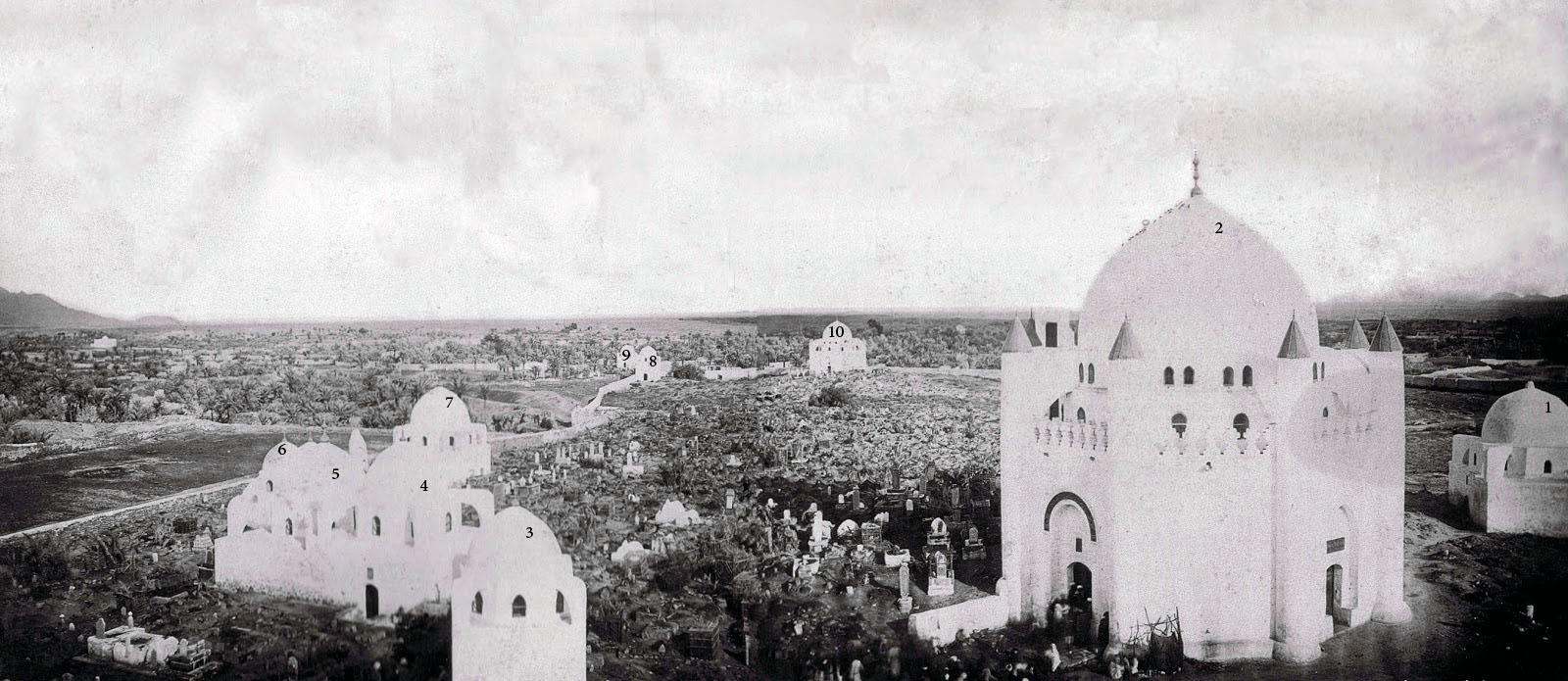
Jannat al-Baqi på 1910-talet, med Bayt al-Ahzan placerad längst till höger sida av fotografiet.

Bayt al-Ahzan (arabiska: بَيْت ٱلْأَحْزَان), ordagrant "Sorgernas hus", är en byggnad som har förstörts på al-Baqi-begravningsplatsen i Medina, Saudiarabien. Bayt al-Ahzan låg bakom fyra shiaimamers gård i Baqi', nämligen: Hasan ibn Ali, Ali Zayn al-Abidin, Muhammad al-Baqir och Jafar al-Sadiq.

## Historia
Med tanke på att Fatima al-Zahra var så ledsen över sin fars (den islamiske profeten Muhammed) bortgång och brukade gråta mycket för honom, så byggde hennes man Ali en byggnad (Bayt al-Ahzan) för henne att sörja sin far där.
Bayt al-Ahzan anses vara den tredje sannolika platsen – efter Masjid an-Nabawi och Baqi-begravingsplatsen – för Fatimas grav. Denna byggnad förstördes efter wahhabiternas (andra) attack mot Hijaz och ockupationen av Medina 1926 (1344 AH).